# Pallacanestro Virtus Roma
El Pallacanestro Virtus Roma és un club de bàsquet italià de la ciutat de Roma. Va ser fundat el 1960, però els seus moments més brillants els va viure durant els anys 70 i 80 amb el patrocini de Banco di Roma, nom amb què era conegut i amb el que arribà a guanyar la Copa d'Europa de bàsquet. Altres patrocinadors han estat Il Messaggero i Lottomatica.

## Palmarès
- 1 Copa d'Europa de bàsquet: 1984.
- 2 Copa Korac: 1986, 1992.
- 1 Mundial de Clubs de bàsquet: 1984.
- 1 Lliga italiana de bàsquet: 1983.

## Jugadors històrics
- Valerio Bianchini
- Larry Wright
- Dino Radja
- Davide Ancillotto
- Michael Cooper
- Carlton Myers
- Dejan Bodiroga